# 比什
比什（英語：Biche）是加勒比海岛国特立尼达和多巴哥特立尼达岛东部的一座村庄，行政上由马亚罗-里奥克拉罗地区管辖，位于库纳波南部干道上，距离大桑格雷南部和里奥克拉罗北部18公里，始建于1874年，海拔高度42米，2009年人口3,055人。